# منى فياض
منى فياض (ولدت عام 1950 في جنوب لبنان) هي امرأة سياسية وأكاديمية لبنانية.

## حياتها
حصلت منى على الدكتوراه في علم النفس من جامعة باريس، وهي تدرس علم النفس في الجامعة اللبنانية في بيروت. كانت عضوة في العديد من الجمعيات العلمية والفكرية، ومنذ عام 2001 كانت العضو المؤسس لحركة التجديد الديمقراطي وعضواً في اللجنة التنفيذية للحركة حتى عام 2010، عادت إلى اللجنة في الانتخابات الداخلية التي جرت في 19 تموز/يوليو وانتخبت في أعقابه نائبة الرئيس.
خلال حرب تموز التي وقعت بين حزب الله وإسرائيل في 2006، كتبت العديد من المقالات التي انتقدت فيها الابتزاز والضغط التي تعرض لها المثقفون الشيعة غير المنتميين إلى حزب الله.